# 제보당의 괴수

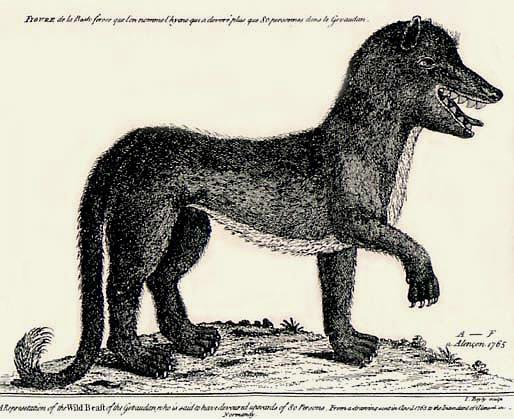

제보당의 괴수(프랑스어: Bête du Gévaudan, 영어: Beast of Gévaudan)은 1764년부터 1767년까지 프랑스 일대에서 활동한 개과의 동물이다. 이 동물은 주로 목을 물어 뜯어 희생자를 죽였으며, 프랑스 왕국은 이 동물을 잡기 위해 귀족, 군인, 시민, 포수들을 활용하였다. 그러나 부상 입힌 정도 말고는 1년 넘게 처치하는 성과가 없었고 오히려 그 괴수는 사람들을 농락하여 희생자들만 늘어나기만 했다. 수 많은 기록들이 남아있지만 아쉽게도 해당 괴수의 표본이 남아있지 않아서 괴수의 시체에 대한 생김새를 기록을 담은 글로 어떤 동물인지 추측할 수 밖에 없다. 
희생자는 각각의 출처에 따라 다른데, 1987년에 이루어진 연구에서는 210명이 공격을 당했으며, 이중 113명이 사망하고 49명이 부상을 당했으며, 사망자 중 98명인 시신의 일부가 사라져있었다. 그러나 다른 연구 결과에서는 60명에서 100명이 사망하고 30명이 부상당했다고 기록되어 있다.

## 같이 보기
- 안스바흐의 늑대
- 지옥견
- 케르베로스
- 바게스트